# Església del Sagrat Cor de la Colònia Valls
L'Església del Sagrat Cor de la Colònia Valls és una església de l'antiga Colònia Valls situada al poble de Valls de Torroella, al municipi de Sant Mateu de Bages (Bages). És una obra inclosa en l'Inventari del Patrimoni Arquitectònic de Catalunya.

## Descripció
Església d'una sola nau i coronada per un absis poligonal, amb la façana principal orientada a llevant. Coberta amb doble vessant i amb el carener perpendicular a la façana, fou dissenyada en un clar estil Historicista neomedievalista: finestres gotitzants, coberta de creueria, etc. Un esvelt campanar de planta quadrada s'aixeca als peus de la façana i al mur de tramuntana.

## Història
L'església del Sagrat Cor de la Colònia Valls és una construcció de l'any 1926, clar exponent de l'època d'organització de la colònia. Presideix tota l'organització i urbanística d'aquest nucli industrial.